# Ośnieża
Ośnieża (Halesia J. Ellis ex L.) – rodzaj drzew i krzewów z rodziny styrakowatych. Wyróżniano w jego obrębie (w zależności od ujęcia taksonomicznego) od dwóch do pięciu gatunków. Współcześnie liczba ta redukowana jest do dwóch gatunków występujących tylko we wschodniej części Ameryki Północnej (zaliczany dawniej do tego rodzaju gatunek chiński przeniesiony został do rodzaju Perkinsiodendron). 
Nazwa naukowa rodzaju upamiętnia Stephena Halesa (1677-1761), botanika angielskiego. Polska nazwa rodzajowa pochodzi od tego, że pod kwitnącą ośnieżą opadłe płatki kwiatów gęsto pokrywają ziemię jak śnieg (ośnieżają ziemię). Rośliny te uprawiane są jako ozdobne.

## Morfologia
PokrójKrzewy i drzewa osiągające do 28 m wysokości.
LiścieSkrętoległe, opadające na zimę. Pojedyncze, drobno ząbkowane lub piłkowane.
KwiatyObupłciowe, zebrane po kilka, rzadko pojedyncze, w wyrastających w kątach liści, zwisających gronach. Kielich z 4 działek z wyraźnymi żebrami, zrośniętych kubeczkowato. Płatki korony także w liczbie 4, zrośnięte u dołu, mają kolor biały. Pręcików jest od 8 do 16, ich nitki są owłosione. Zalążnia jest dolna. Powstaje z dwóch lub czterech owocolistków i ma odpowiednią do tego liczbę komór. W każdej z nich rozwijają się początkowo po cztery zalążki. Szyjka słupka jest długa i cienka, zachowuje się na owocu.
OwoceSuche, orzechopodobne, elipsoidalne, z charakterystycznymi dwoma lub czterema korkowaciejącymi, podłużnymi skrzydłami. Zawierają 1–4 nasiona.

## Systematyka
Rodzaj z rodziny styrakowatych Styracaceae z rzędu wrzosowców. W zależności od ujęcia zalicza się tu dwa, trzy lub pięć gatunków. Liczba gatunków jest redukowana w wyniku badań molekularnych i analizy zmienności morfologicznej taksonów. Zaliczany tu dawniej wschodnioazjatycki gatunek Halesia macgregorii Chun okazał się być siostrzanym dla rodzaju Rehderodendron i przeniesiony został do odrębnego rodzaju Perkinsiodendron. Zakwestionowano także zasadność wyróżniania kilku gatunków północnoamerykańskich ograniczając ich liczbę do dwóch, ze względu na ciągłość zmian w obrębie zasięgu ośnieży karolińskiej, które wcześniej uznawano za diagnostyczne dla wyróżniania gatunków: ośnieża górska H. monticola (rośliny górskie, większe i posiadające duże kwiaty i owoce) oraz ośnieża drobnokwiatowa H. parviflora (rośliny nizin nadmorskich o kwiatach drobnych).
Wykaz gatunków
- ośnieża dwuskrzydła (Halesia diptera Ellis)
- ośnieża karolińska (Halesia carolina L.)